# Oligia latruncula
Oligia latruncula là một loài bướm đêm trong họ Noctuidae.

## Hình ảnh

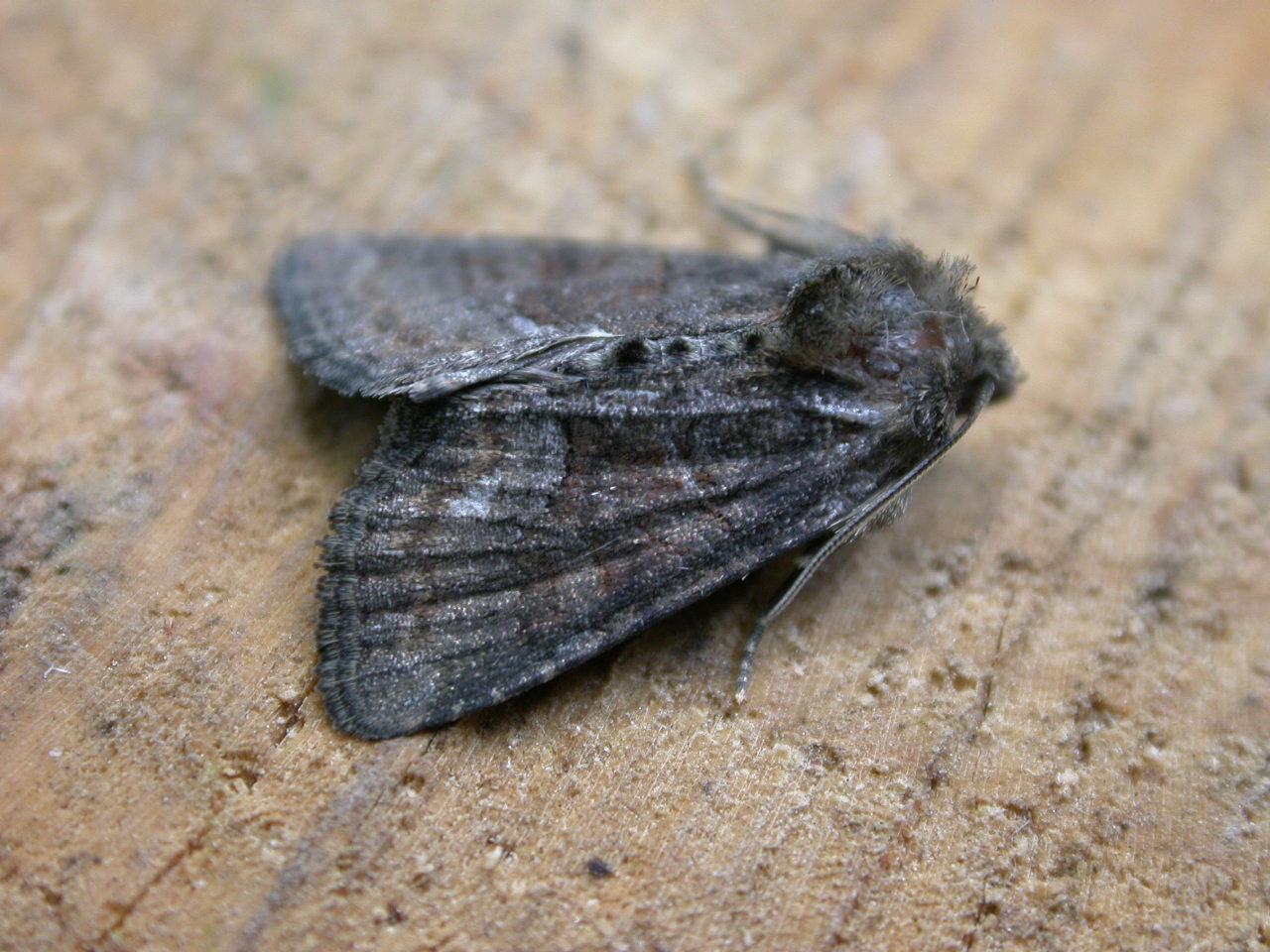
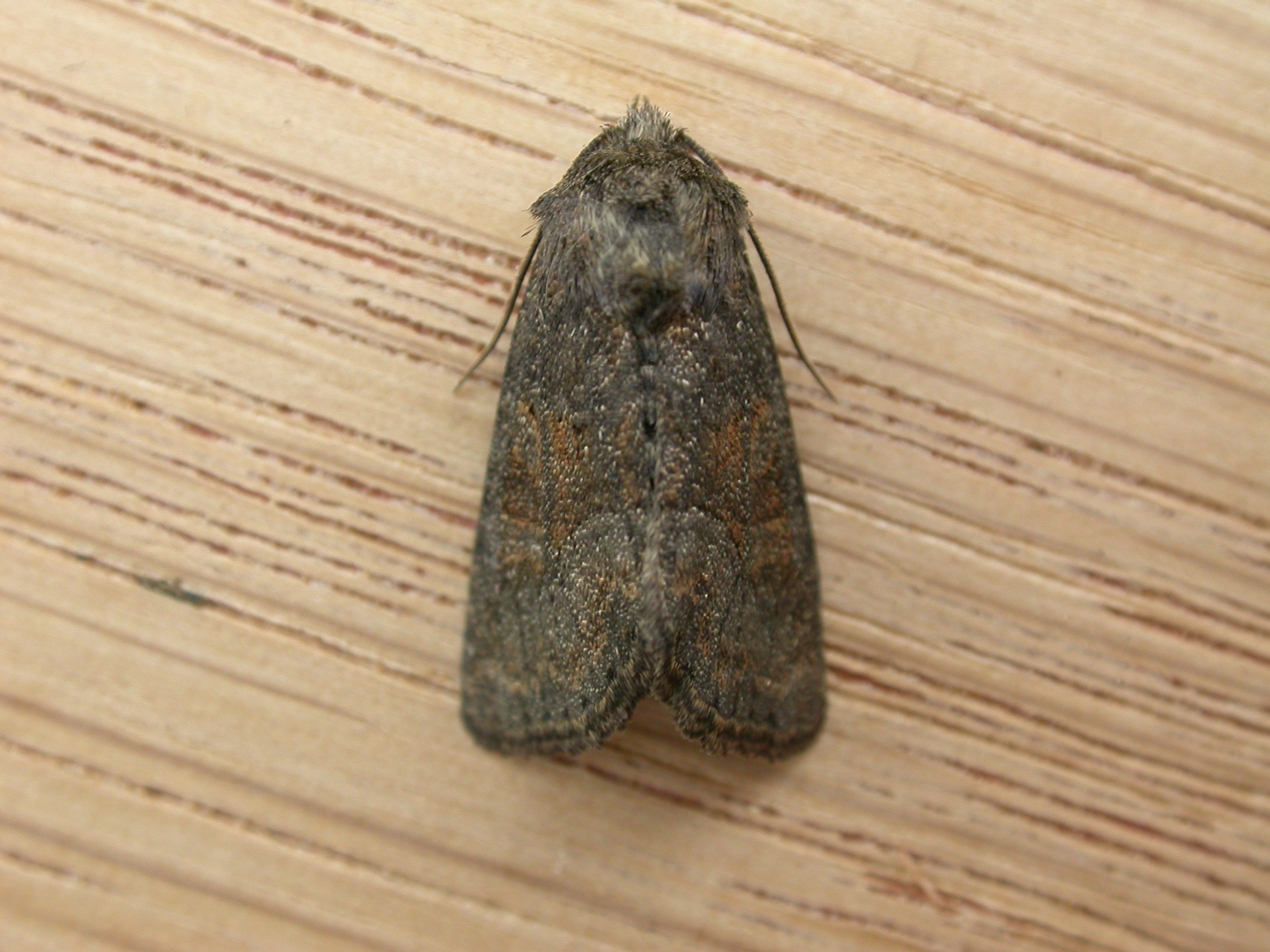
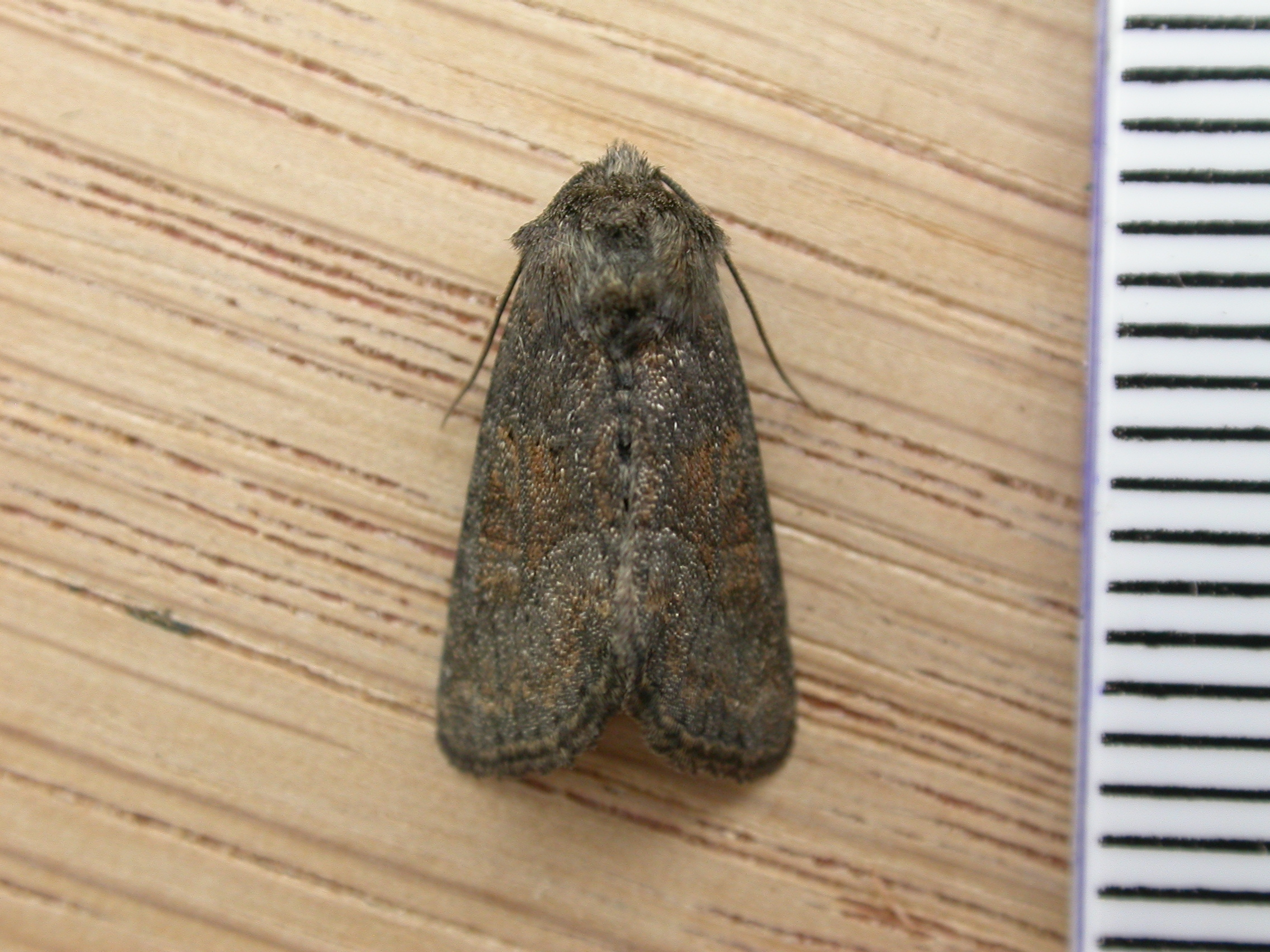
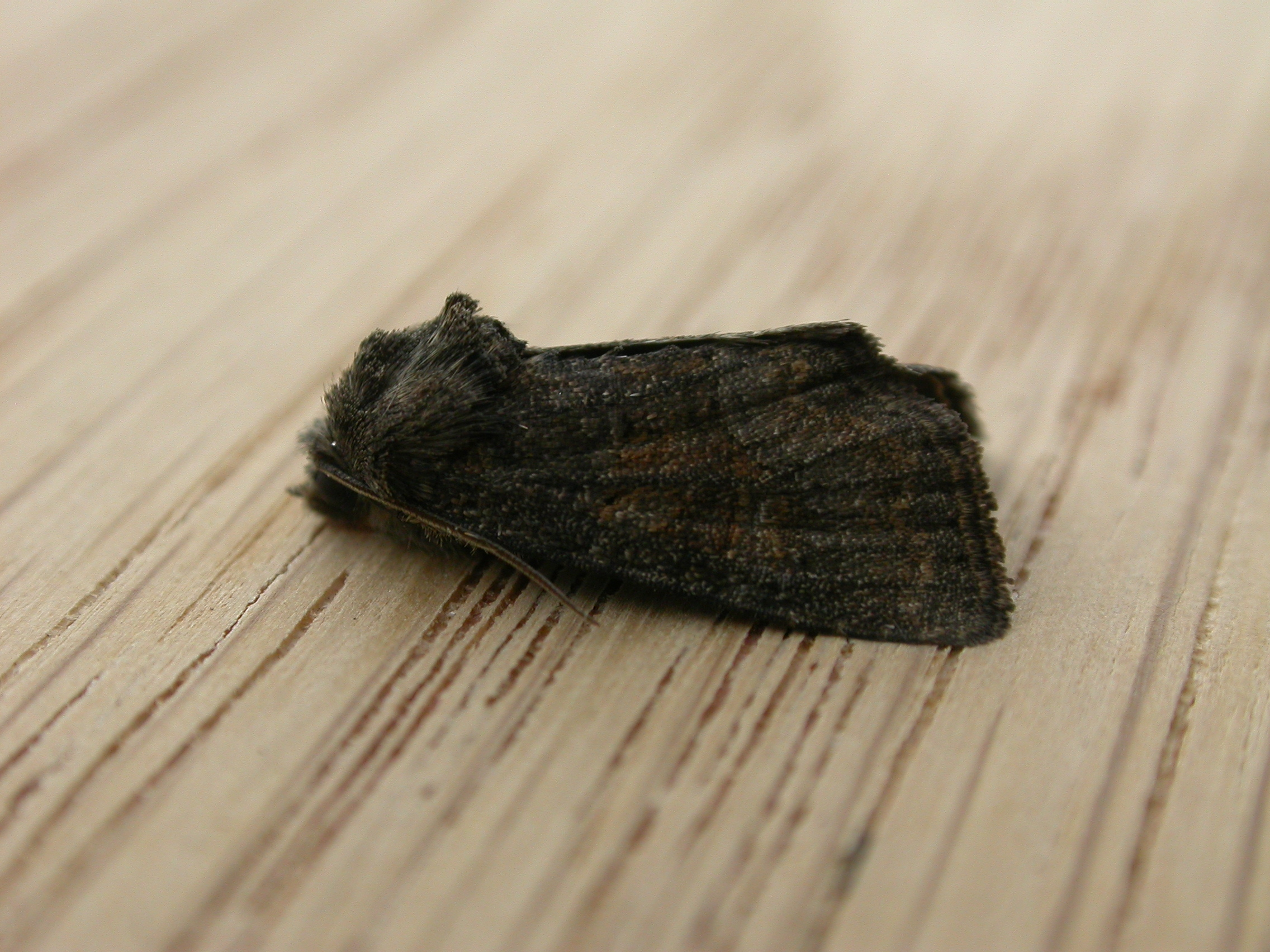